# Студенец (Спасский район)
Студенец — поселок в Спасском районе Рязанской области. Входит в Исадское сельское поселение.

## География
Находится в центральной части Рязанской области на расстоянии приблизительно 9 км на восток по прямой от районного центра города Спасск-Рязанский на левом берегу речки Студенец недалеко от места ее впадения в Оку.

## Население
Численность населения: 27 человек в 2002 году (русские 100 %), 23 в 2010.